# Moya (Wyspy Kanaryjskie)
Moya – gmina w Hiszpanii, w prowincji Las Palmas, we wspólnocie autonomicznej Wysp Kanaryjskich, o powierzchni 31,87 km². W 2011 roku gmina liczyła 8042 mieszkańców.